# Theodor von Zezschwitz
Friedrich Theodor von Zezschwitz (* 31. März 1843 in Dresden; † 27. November 1906 in Großschweidnitz) war ein sächsischer Rittergutsbesitzer, Jurist und Politiker.

## Leben
Theodor stammte aus der meißnischen Uradelsfamilie Zezschwitz. Sein Vater Woldemar von Zezschwitz (1811–1859) war Rittergutsbesitzer auf Ober-Peilau, Deutschbaselitz und Girlachsdorf sowie Mitglied der II. Kammer des Sächsischen Landtags. Seine Mutter hieß Klementine geborene Gräfin zur Lippe-Biesterfeld-Weißenfeld (1815–1895) aus dem Hause Teichnitz.
Zezschwitz genoss eine erste Ausbildung bei der Brüdergemeine in Niesky und am Gymnasium in Bautzen. Anschließend studierte ab 1861 an den Universitäten in Leipzig und Heidelberg die Rechtswissenschaften. Nach dem erfolgreichen Studienabschluss 1864 war in verschiedenen sächsischen Justizbehörden, u. a. in Meißen, Großenhain und Dresden tätig, bevor er 1868 in das Appellationsgericht Bautzen eintrat. Er bestand 1870 die Richterprüfung. Er wechselte in sächsische Finanzbehörden und war in verschiedenen Amtshauptmannschaften beschäftigt. Zezschwitz trat 1876 aus dem Staatsdienst aus und wurde 1876 zum Landesbestallten und 1885 zum Landesältesten der Oberlausitz gewählt. Er besaß das Rittergut in Deutschbaselitz, das sich seit 1695 in Familienbesitz befand. Von 1885 bis 1903 leitete er zudem die Stiftsdeputation des Fräuleinstifts Joachimstein.
Er gehörte von 1881 bis 1903 als gewählter Vertreter der Rittergutsbesitzer der Oberlausitz der I. Kammer des Sächsischen Landtags an. In diesem bekleidete er ab 1891 das Amt des 2. Sekretärs und ab 1899 das des Vizepräsidenten der Kammer. Sein Mandat legte er krankheitsbedingt vor Beginn des Landtags 1903/04 nieder.
Er war Träger des Komturkreuzes des Königlich-sächsischen Verdienstordens und des Albrechts-Orden. Zezschwitz war zudem Rechtsritter des Johanniterordens und Mitglied der Oberlausitzischen Gesellschaft der Wissenschaften.
Theodor hatte drei Schwestern, Agnes (* 1837), Hedwig (* 1840) und Marie (* 1841), und den älteren Bruder Joseph von Zezschwitz (* 1838), kgl. sächs. Geheimer Regierungsrat und Amtshauptmann.
Der Besitz Deutschbaselitz ist an eine andere Familienlinie derer von Zezschwitz gegangen, u. a. an den Oberst Clemens von Zezschwitz (1854–1936), Ehrenritter des Johanniterordens, dann wiederum an seinen Neffen und Adoptivsohn Hans von Zezschwitz (1887–1948), Regierungsvizepräsident und Ehrenritter des Johanniterordens.